# 京都府道654号井辺平線
京都府道654号井辺平線（きょうとふどう654ごう いのべへいせん）は、京都府京丹後市を通る一般府道である。

## 概要
京丹後市弥栄町井辺から京丹後市丹後町平に至る。
京丹後市北東部にある弥栄町の弥栄地区と野間地区を連絡し、野間地区からは宇川沿いに京丹後市丹後町宇川地区へ下り、国道178号交点に達する路線である。

### 路線データ
- 起点：京丹後市弥栄町井辺（京都府道656号間人大宮線交点）
- 終点：京丹後市丹後町平（平交差点、国道178号交点）
- 総延長：14.8917 km[注釈 1][2]

## 歴史
本路線は、道路法（昭和27年法律第180号）第7条の規定に基づき、一般府道として1959年（昭和34年）に京都府が第1次認定した路線のひとつである。その後は起終点や経路の大幅な変更もなく現在に至る。

### 年表
- 1959年（昭和34年）12月18日 - 京都府が一般府道256号井辺平線として認定[3]。
- 1994年（平成6年）4月1日 - 京都府が路線番号を再編（路線認定の一部改正）し、府道654号に変更される[4]。

## 路線状況
弥栄町弥栄地区にはクランク状になっている箇所があり、走行経路には注意を要する。弥栄地区から野間地区へは一部に改良区間が存在している。同地区間には京都府道57号弥栄本庄線が並行しているが、こちらは悪路で通行困難である。
また、弥栄町野間地区から終点の丹後町宇川地区へは狭隘区間が連続し、幅員が1車線程度やガードレール未設置の区間もあるため、利用の際は注意を要する。

### 重複区間
- 京都府道75号浜丹後線（京丹後市弥栄町野中 - 京丹後市弥栄町野中・新中津橋交差点）

### 異常気象時通行規制
京丹後市弥栄町弥栄地区から野間地区にかけてと、弥栄町野間地区から丹後町宇川地区にかけての2箇所に雨量規制区間が存在する。
| 区間                                            | 延長   | 規制内容                       |
| ----------------------------------------------- | ------ | ------------------------------ |
| 京丹後市弥栄町黒部 - 京丹後市弥栄町野中（中山） | 3.0 km | 連続雨量150 mmで通行止となる。 |
| 京丹後市弥栄町野中（田中 - 川久保）             | 2.8 km | 連続雨量120 mmで通行止となる。 |

なお、規制解除条件は、京都府内の統一基準である1時間あたりの降雨量0 mmが4時間継続した場合としている。

## 地理
起点からすぐ竹野川を渡り、平野を東へ横断する。峠を越えて野間地区に入ると北に進路を変え、宇川に沿って下り、日本海の河口に程近い丹後町平で国道178号と接続する。

### 通過する自治体
- 京都府
  - 京丹後市

### 交差する道路
| 交差する道路                      | 交差する場所 | 交差する場所    |
| --------------------------------- | ------------ | --------------- |
| 京都府道656号間人大宮線           | 弥栄町井辺   | 起点            |
| 国道482号 / バイパス              | 弥栄町井辺   |                 |
| 国道482号 / 旧道                  | 弥栄町黒部   |                 |
| 京都府道75号浜丹後線 重複区間起点 | 弥栄町野中   |                 |
| 京都府道75号浜丹後線 重複区間終点 | 弥栄町野中   | 新中津橋交差点  |
| 京都府道653号碇網野線             | 丹後町小脇   | 小脇交差点      |
| 国道178号 国道482号 重複          | 丹後町平     | 平交差点 / 終点 |

### 沿線
自然
- 竹野川
- 宇川

教育
- 京丹後市立黒部小学校

郵便局
- 平簡易郵便局